# Sid-Marlon Theis
Sid-Marlon Theis (Henstedt-Ulzburg, 26 aprile 1993) è un cestista tedesco.

## Palmarès
- ProA: 1

Rostock Seawolves: 2021-2022